# هانس بيتر فيشر
هانس بيتر فيشر (بالألمانية: Hans-Peter Fischer)‏ هو عالم عقيدة ألماني، ولد في 1961 في فرايبورغ في ألمانيا.